# The Friendship of Beaupere
The Friendship of Beaupere è un cortometraggio muto del 1917 diretto da Alfred E. Green (come Al Green). Sceneggiato da Maibelle Heikes Justice per la Selig Polyscope Company, il film aveva come interpreti George Fawcett, Vivian Reed, Will Machin, Eugenie Besserer, Charles Le Moyne e, in un ruolo di contorno, lo stesso regista.

## Produzione
Il film fu prodotto dalla Selig Polyscope Company.

## Distribuzione
Distribuito dalla General Film Company, il film - un cortometraggio in due bobine - uscì nelle sale cinematografiche statunitensi nel luglio 1917.